# Compsibidion derivativum
Compsibidion derivativum là một loài bọ cánh cứng trong họ Cerambycidae.